# Jean Van Buggenhout
Jean Van Buggenhout, (Schaerbeek, 15 de gener de 1905 - Ídem, 1 de juny de 1974) fou un ciclista belga, que va destacar en les curses de sis dies en què va aconseguir dues victòries. Va competir als Jocs Olímpics de 1928.

## Palmarès
- 1936
  - 1r als Sis dies de Saint-Étienne (amb Piet van Kempen)
- 1937
  - 1r als Sis dies de Saint-Étienne (amb Piet van Kempen)